# Vychkovo
Vychkovo (ukrainien : Вишково ; Вишкове jusqu’en 1992) est une commune urbaine de l'oblast de Transcarpatie, en Ukraine. Elle compte 8 243 habitants en 2021. La ville frontalière a été défendue par le château de Visk qui début XVe siècle a été abandonné.

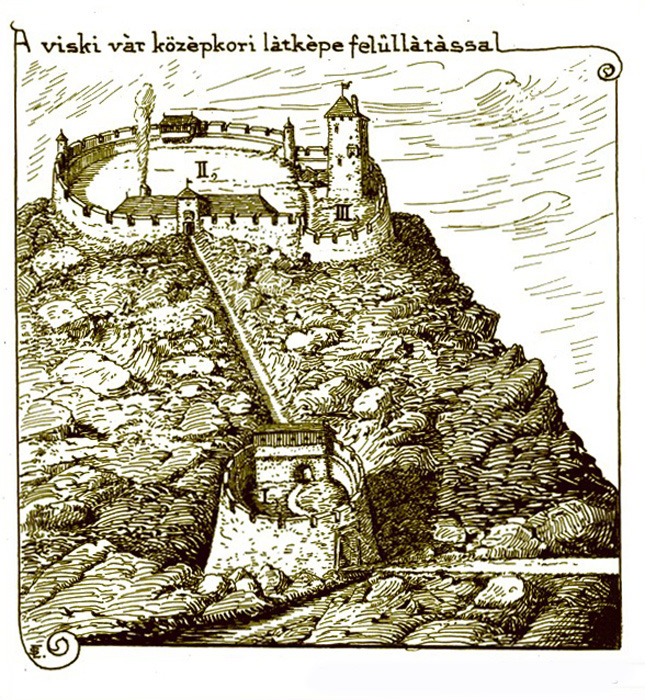
Le château de Visk.